# Bucculatrix facilis
Bucculatrix facilis är en fjärilsart som beskrevs av Edward Meyrick 1911. Bucculatrix facilis ingår i släktet Bucculatrix och familjen kronmalar. Inga underarter finns listade i Catalogue of Life.